# 派尼鎮區 (阿肯色州克利本縣)
派尼鎮區（英語：Piney Township）是位於美國阿肯色州克利本縣的一個行政鎮區。

## 地方資料
派尼鎮區的面積為64.05平方千米，當中陸地面積為64.01平方千米，而水域面積為0.04平方千米。根據2010年美國人口普查的數據，當地共有人口1319人，而人口密度為每平方千米20.59人。